# Estación de Tokio
La Estación de Tokio (東京駅 Tōkyō-eki?) es una estación ferroviaria localizada en el distrito comercial Marunouchi en Chiyoda, Tokio, Japón, cerca del Palacio Imperial y el distrito comercial de Ginza. 
Es la estación más concurrida en términos de números de trenes por día (sobre 3.000) y la quinta más concurrida en el este de Japón en términos de pasajeros. Es la terminal de la mayoría de las líneas del Shinkansen o tren bala que cubren el territorio japonés, y es conexión para muchas líneas locales y regionales de Japan Railways, además del punto de transbordo para la línea Marunouchi del Metro de Tokio y la línea de tren urbano Yamanote.
El edificio original fue inaugurado en 1914, aunque quedó gravemente afectado durante los bombardeos al final la Segunda Guerra Mundial (1945) y durante la posguerra fue reconstruida. En 1949 quedó integrada en la red de los Ferrocarriles Nacionales Japoneses (JNR), y desde la privatización de los ferrocarriles nipones en 1987 pertenece a red de la JR East.

## Información general
La estación principal está compuesta diez andenes que sirven a veinte líneas férreas elevadas sobre el nivel de la calle, y alineadas en dirección norte-sur. El vestíbulo principal corre de este a oeste, por debajo de los andenes. Las líneas Shinkansen se encuentran en una sección independiente pero adyacente a la estación principal, situada en el ala este (Yaesu), en un complejo que incluye un centro comercial con varios departamentos.
En el quinto subterráneo del ala oeste se encuentran los andenes de las líneas Yokosuka y Sōbu, que sirven a cuatro vías. Los dos andenes de la línea Keiyō (que va hacia Tokyo Disneyland y Makuhari Messe) están en el cuarto subterráneo, a algunos metros al sur de la Estación de Tokio, y conectados a ésta mediante plataformas móviles. El complejo está interconectado mediante un sistema de túneles que conectan a los pasajeros con los edificios y centros comerciales adyacentes.
Durante el año fiscal de 2010, la Estación de Tokio fue usada por una media de 381.704 pasajeros diarios.

## Historia

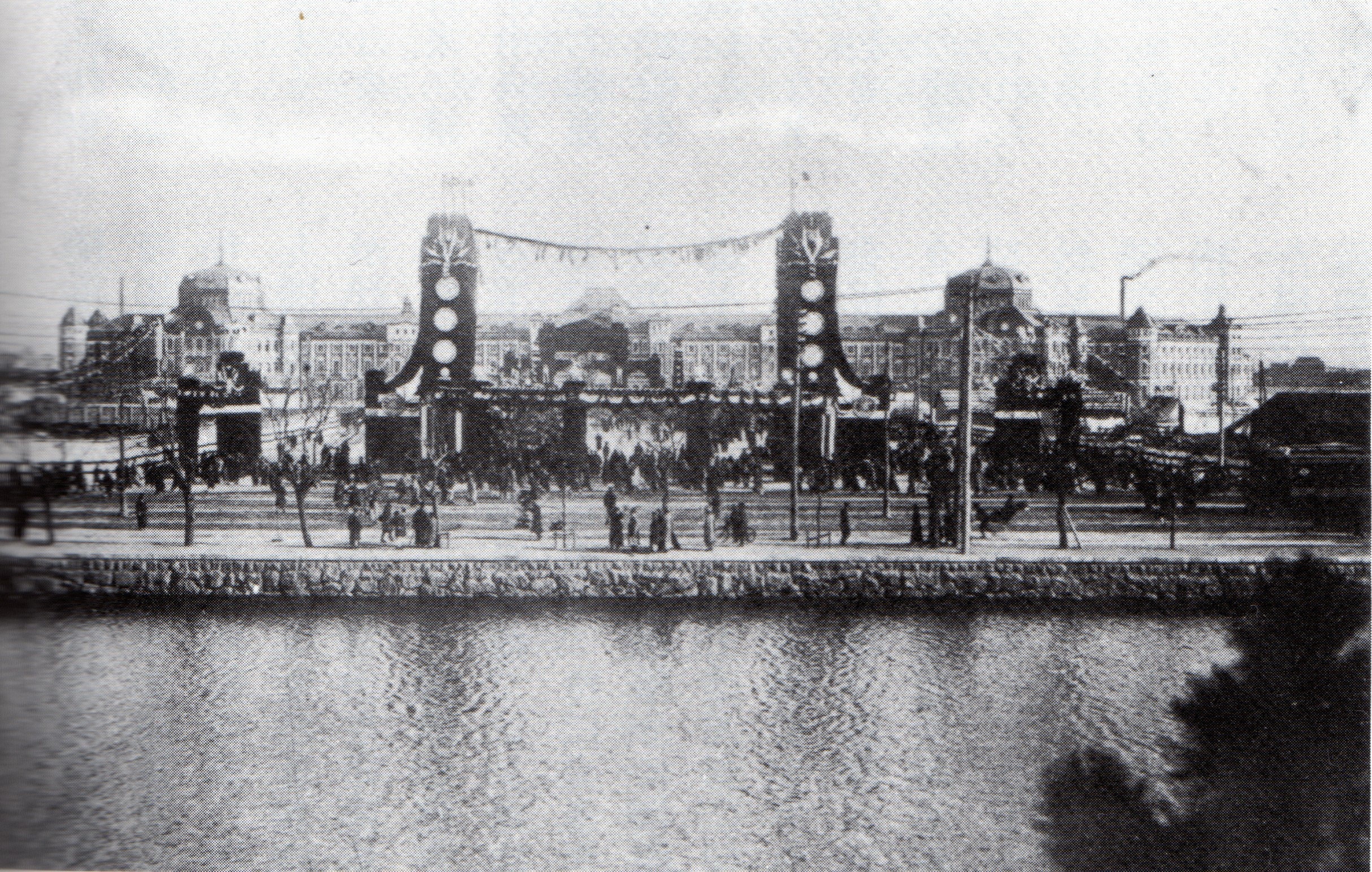
Ceremonia de apertura de la estación, en 1914. La foto está tomada desde el recinto del Palacio imperial.

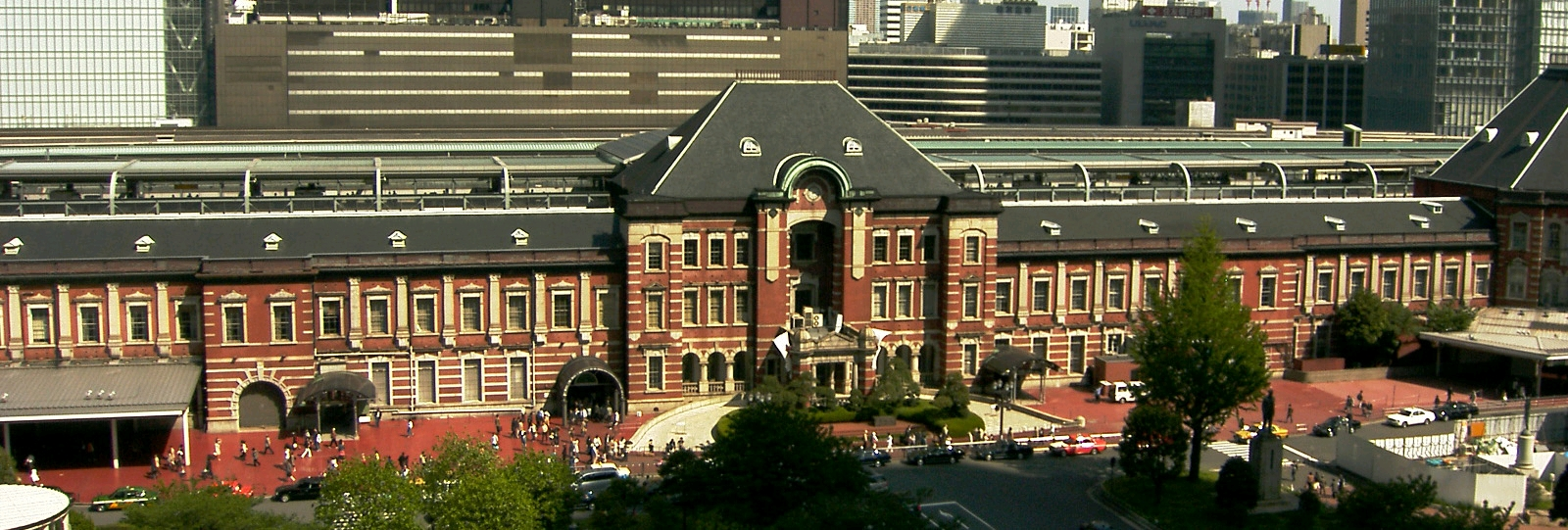
La estación en 2007, antes de su última reforma.

Los orígenes de la Estación se encuentran en 1899, cuando un Comité municipal de la ciudad de Tokio presentó los planes para una línea de ferrocarril elevada que conectara la terminal de la Línea principal de Tōkaidō en Shinbashi con la terminal del Nippon Railway (en la actualidad, denominada Línea principal de Tōhoku) en Ueno. Por su parte, la Dieta imperial en 1896 ya había decidido construir en esta línea una nueva Estación central (中央停車場 Chūō Teishajō?), y que estuviera localizada en frente de los jardines del Palacio imperial de Tokio. 
La construcción se retrasó debido al comienzo de la primera guerra sino-japonesa (1894-1895) y de la guerra ruso-japonesa (1904-1905), pero finalmente se iniciaron las obras en 1908. El edificio actual fue inaugurado en 1914. El edificio principal fue diseñado por el arquitecto Tatsuno Kingo siguiendo el patrón de la Estación de Ámsterdam (Amsterdam Centraal). Originalmente las instalaciones pertenecieron a la Japanese Government Railways (JGR), compañía controlada directamente por el Gobierno japonés. Durante estos primeros años, la entrada a la Estación solo se podía realizar desde el lado de Marunouchi.
En 1921 el primer ministro Japonés Hara Takashi fue asesinado en el interior de la estación por un operario de los ferrocarriles de extrema derecha, Kon'ichi Nakaoka. Durante los Bombardeos aéreos de 1945, ocurridos al final de la Segunda Guerra Mundial, gran parte de la estación resultó dañada al igual que buena parte de la capital. En 1949 la estación quedó integrada en la red de los Ferrocarriles Nacionales Japoneses (JNR). La reconstrucción fue seguida de una expansión en la década de los 60, a fin de acondicionar la estación para los Juegos Olímpicos de 1964 y la llegada del Tōkaidō Shinkansen, los trenes de alta velocidad que llegaban hasta Kioto y Osaka. Tras la reprivatización de los Ferrocarriles nipones decretada por el gobierno nipón en 1987, la estación quedó bajo jurisdicción de la East Japan Railway Company (JR East).
A día de hoy puede verse la fachada original en la entrada por Marunouchi, frente al Palacio Imperial. El costado Yaesu, situado en el lado de Nihonbashi, es más moderno y aloja las líneas de Shinkansen, más conocido en occidente como el "Tren bala". 

### Proyectos futuros
Un proyecto de JR East extenderá los servicios de la línea Utsunomiya, la línea Takasaki y la línea Jōban desde la estación de Ueno hasta la estación de Tokio construyendo la línea Tōhoku Jūkan, que se supone que finalizará en 2013.

## Líneas y andenes
La línea Tōkaidō Shinkansen es operada por JR Central; mientras que las demás líneas son operadas por JR East Japan. El tren Narita Express, que une al aeropuerto de Narita con Ikebukuro, Shinjuku y Yokohama; pasa por la Estación de Tokio, parando en los andenes de la línea Yokosuka.

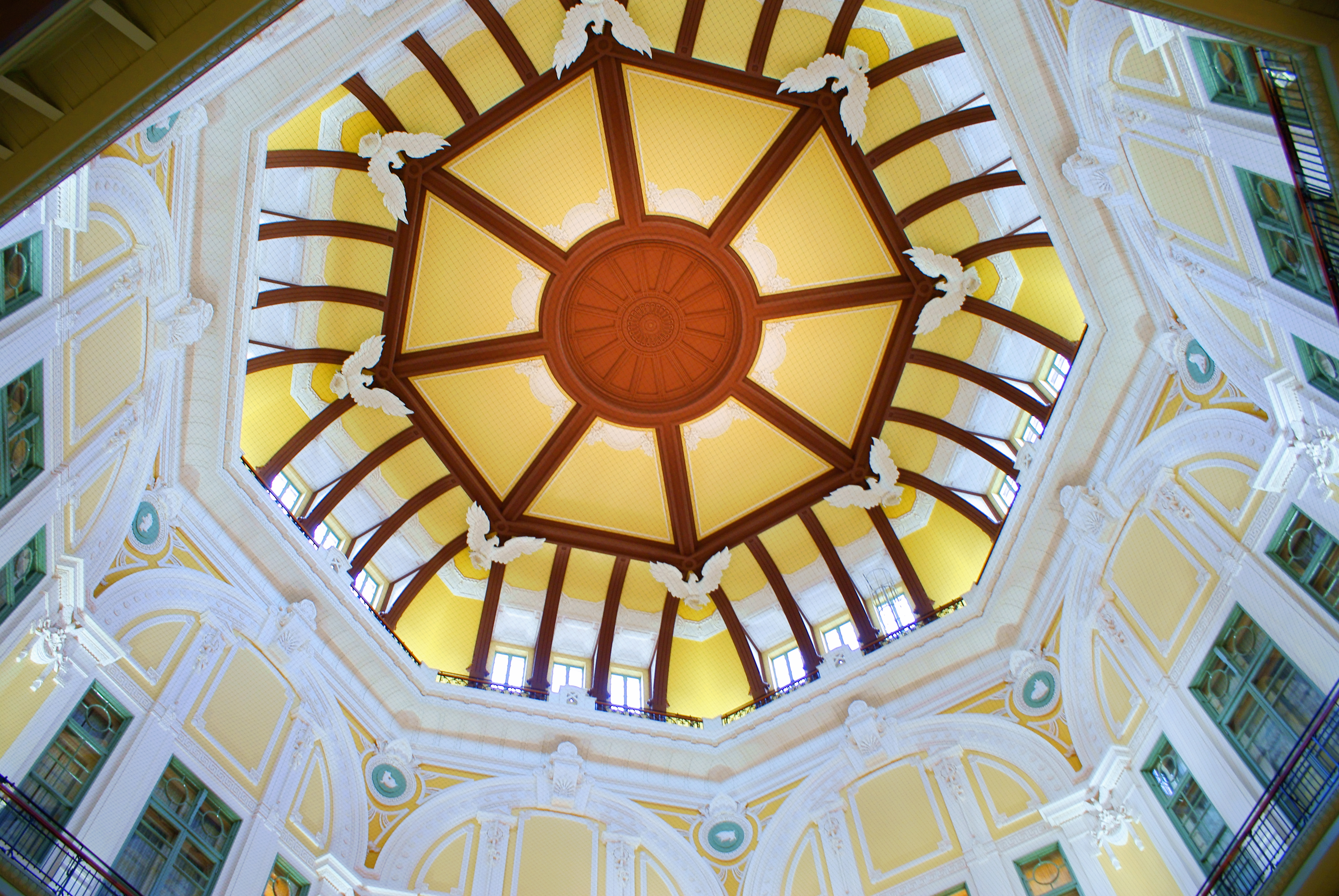
Bóveda central de la estación, vista desde dentro.
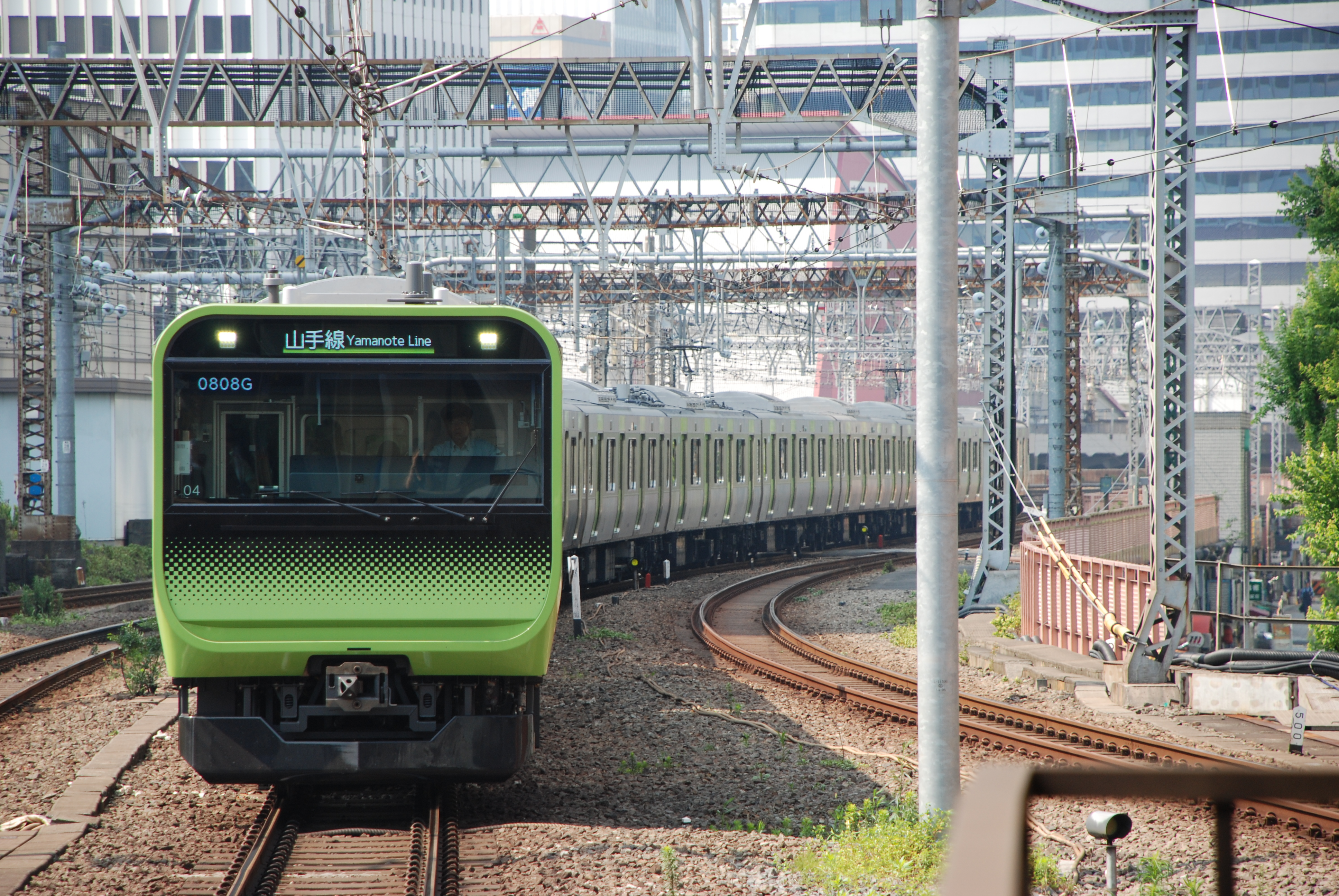
Tren de la Línea Yamanote

| Andén                                    | Línea                                | Destino                                                                                         |
| ---------------------------------------- | ------------------------------------ | ----------------------------------------------------------------------------------------------- |
| Andenes de JR East                       |                                      |                                                                                                 |
| Andenes convencionales                   |                                      |                                                                                                 |
| 1, 2                                     | ■ Línea Chūō (Rápida) (中央線)       | Takao, Ochanomizu, Shinjuku, Ōme (a través de la Línea Ōme) □ Expreso Limitado "Azusa", "Kaiji" |
| 3                                        | ■ Línea Keihin-Tōhoku (京浜東北線)   | Ueno, Akabane, Ōmiya                                                                            |
| 4                                        | ■ Línea Yamanote (山手線)            | Ueno, Tabata, Ikebukuro                                                                         |
| 5                                        | ■ Línea Yamanote (山手線)            | Shinagawa, Meguro, Shibuya                                                                      |
| 6                                        | ■ Línea Keihin-Tōhoku (京浜東北線)   | Shinagawa, Yokohama, Ōfuna                                                                      |
| 7, 8                                     | ■ Línea Tōkaidō (東海道線)           | Yokohama, Hiratsuka, Odawara, Atami                                                             |
| 9, 10                                    | ■ Línea Tōkaidō (東海道線)           | Fujisawa, Takamatsu, Izumoshi, Izukyū Shimoda (a través de la Línea Izu Kyūkō)                  |
| Shinkansen de JR East                    |                                      |                                                                                                 |
| 20 - 23                                  | Tōhoku / Yamagata / Akita Shinkansen | Utsunomiya, Sendai, Morioka, Shin-Aomori, Yamagata, Shinjō, Akita                               |
| 20 - 23                                  | Jōetsu / Nagano Shinkansen           | Takasaki, Niigata, Nagano                                                                       |
| Andenes de las Líneas Yokosuka/Sōbu      |                                      |                                                                                                 |
| 1, 2                                     | ■ Línea Yokosuka                     | Yokohama, Ōfuna, Kamakura, Yokosuka, Kurihama □ Expreso Limitado "Ayame", "Shiosai"             |
| 3, 4                                     | ■ Línea Sōbu (Rápida)                | Kinshichō, Funabashi, Chiba, Aeropuerto de Narita □ Expreso Limitado "Narita Express"           |
| Andenes de la Línea Keiyō                |                                      |                                                                                                 |
| 1, 2                                     | ■ Línea Keiyō                        | Maihama, Kaihin-Makuhari, Soga, Nishi-Funabashi □ Expreso Limitado "Sazanami", "Wakashio"       |
| 3, 4                                     | ■ Línea Musashino                    | Nishi-Funabashi                                                                                 |
| Andenes de JR Central                    |                                      |                                                                                                 |
| 14 - 19                                  | Tōkaidō Shinkansen (東海道新幹線)    | Nagoya, Shin-Osaka, Hakata                                                                      |
| Andenes del Metro de Tokio (Tokyo Metro) |                                      |                                                                                                 |
| 1                                        | Línea Marunouchi                     | Ginza, Shinjuku, Ogikubo, Hōnanchō                                                              |
| 2                                        | Línea Marunouchi                     | Ōtemachi, Ikebukuro                                                                             |

## Estaciones adyacentes
| «                                              | «                                    | Servicio                             | »                                    | »                                    |
| East Japan Railway Company (JR East)           | East Japan Railway Company (JR East) | East Japan Railway Company (JR East) | East Japan Railway Company (JR East) | East Japan Railway Company (JR East) |
| Línea Chūō                                     | Línea Chūō                           | Línea Chūō                           | Línea Chūō                           | Línea Chūō                           |
| ---------------------------------------------- | ------------------------------------ | ------------------------------------ | ------------------------------------ | ------------------------------------ |
| Terminal                                       | Terminal                             | Línea Chūō (Rápida)                  | Kanda                                | Kanda                                |
| Línea Yamanote                                 |                                      |                                      |                                      |                                      |
| Yūrakuchō                                      | Yūrakuchō                            | -                                    | Kanda                                | Kanda                                |
| Línea Keihin-Tōhoku                            |                                      |                                      |                                      |                                      |
| Yūrakuchō                                      | Yūrakuchō                            | Local                                | Kanda                                | Kanda                                |
| Hamamatsuchō                                   | Hamamatsuchō                         | Express                              | Akihabara                            | Akihabara                            |
| Línea Tōkaidō Línea Tōhoku Jūkan               |                                      |                                      |                                      |                                      |
| Ueno                                           | Ueno                                 | Todos los servicios                  | Shimbashi                            | Shimbashi                            |
| Línea Yokosuka / Línea Sōbu (Rápida)           |                                      |                                      |                                      |                                      |
| Shin-Nihombashi                                | Shin-Nihombashi                      | -                                    | Shimbashi                            | Shimbashi                            |
| Línea Keiyō / Línea Musashino                  |                                      |                                      |                                      |                                      |
| Terminal                                       | Terminal                             | Todos los servicios                  | Hatchōbori                           | Hatchōbori                           |
| Tōhoku/Yamagata/Akita/Jōetsu/Nagano Shinkansen |                                      |                                      |                                      |                                      |
| Terminal                                       | Terminal                             | -                                    | Ueno                                 | Ueno                                 |
| Central Japan Railway Company (JR Central)     |                                      |                                      |                                      |                                      |
| Tōkaidō Shinkansen                             |                                      |                                      |                                      |                                      |
| Terminal                                       | Terminal                             | -                                    | Shinagawa                            | Shinagawa                            |
| Tokyo Metro                                    |                                      |                                      |                                      |                                      |
| Línea Marunouchi (M-17)                        |                                      |                                      |                                      |                                      |
| Ginza (a Ogikubo o Hōnanchō)                   | Ginza (a Ogikubo o Hōnanchō)         | -                                    | Otemachi (a Ikebukuro)               | Otemachi (a Ikebukuro)               |